# Kindia (Präfektur)

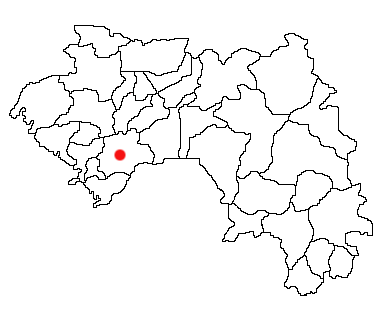
Lage von Stadt und Präfektur Kindia in Guinea

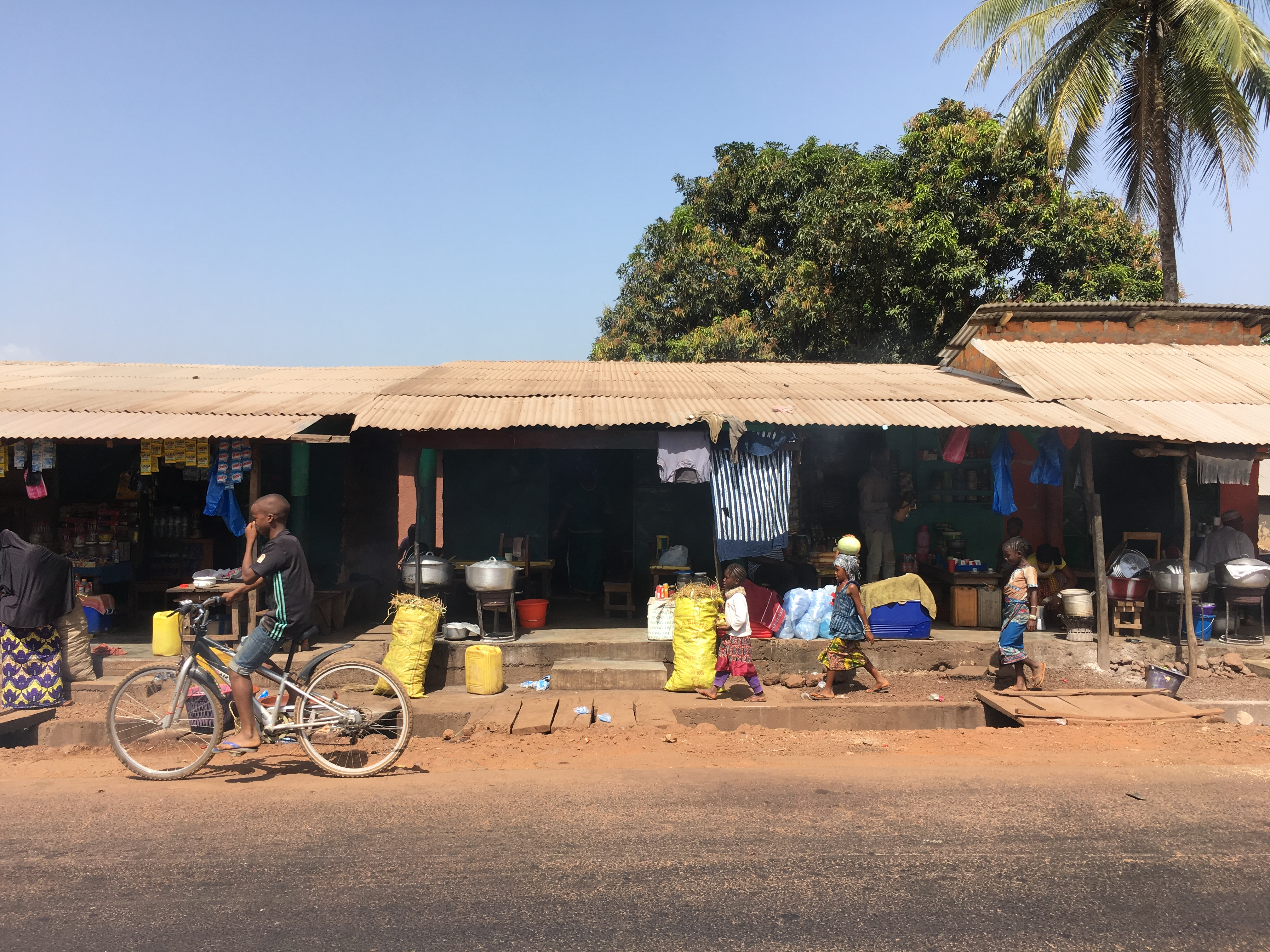
Strassenrestaurants nördlich von Kindia (2017)

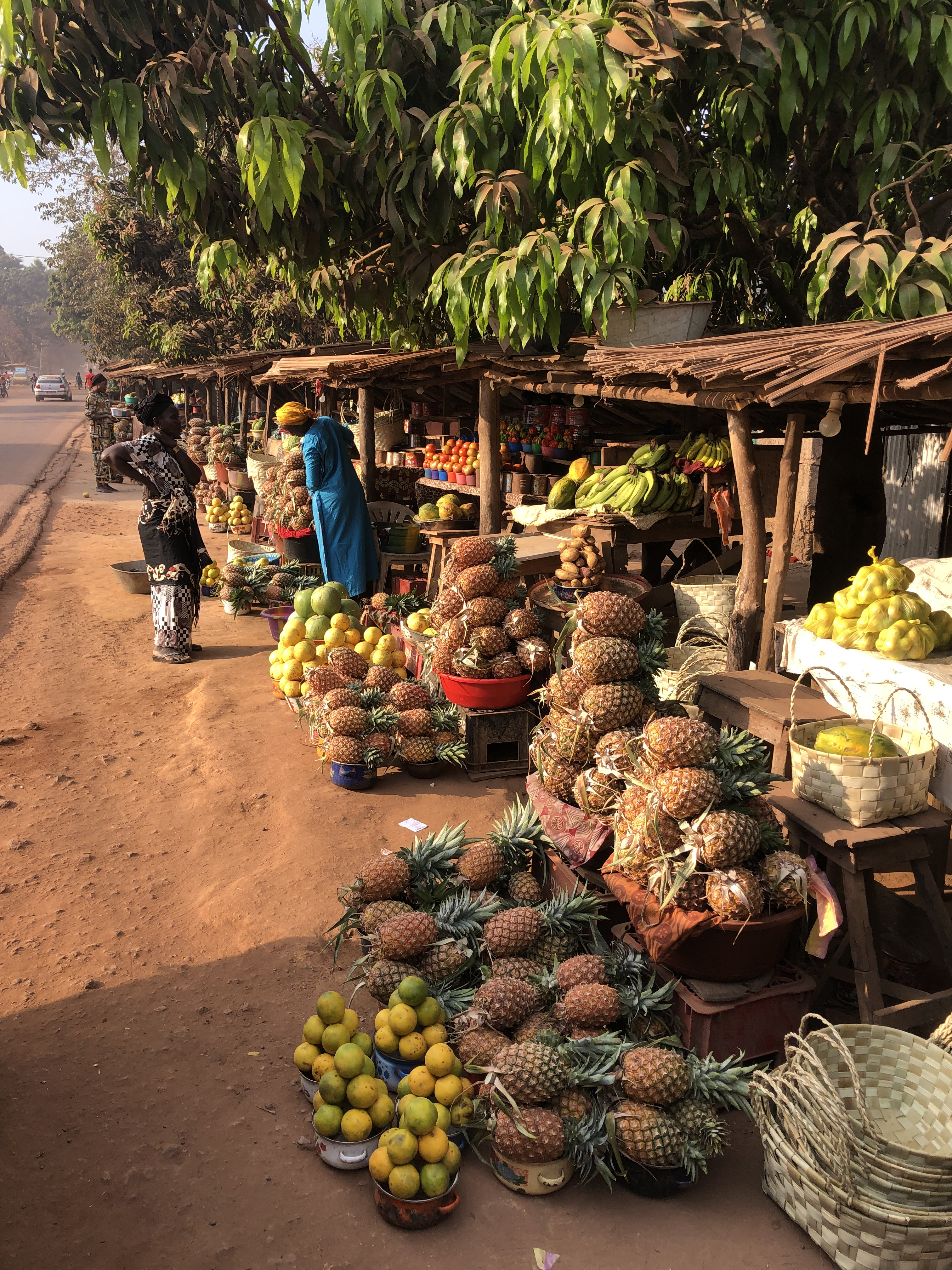
Markt entlang der Hauptstrasse bei Friguiagbé (2021)

Kindia ist eine Präfektur in der gleichnamigen Region Kindia in Guinea mit etwa 286.000 Einwohnern. Wie alle guineischen Präfekturen ist sie nach ihrer Hauptstadt, Kindia, benannt, welche zugleich Hauptstadt der gesamten Region ist.
Die Präfektur liegt im Westen des Landes, an der Grenze zu Sierra Leone, und umfasst eine Fläche von 8.828 km².

## Wirtschaft
Die Präfektur Kindia weist größere fruchtbare Landwirtschaftsflächen auf. Dort werden Reis, Bananen, Ananas, Zitrusfrüchte und Palmen für die Palmölgewinnung angebaut.
In Friguiagbé, das 13 Kilometer südwestlich von Kindia liegt, wird seit 2001 durch die russische Bergbaufirma Rusal Bauxit abgebaut und per Eisenbahn nach Conakry transportiert und dort im Hafen verschifft. 2018 wurden 3,2 Mio. Tonnen abgebaut und exportiert. Es werden ungefähr 800 Mitarbeitende beschäftigt. Rund 40 Kilometer südwestlich von Kindia befindet sich die Bauxit-Mine von Babandou in Débélé bei Mambia, die auch von Rusal ausgebeutet wird.
Seit der Unabhängigkeit Guineas 1958 von Frankreich hatte sich die sozialistische Regierung unter Sekou Touré an die Sowjetunion gewandt, was sich in guten Beziehungen und einer Zusammenarbeit mit Rusal seit dem Jahr 2000 gezeigt hat. Bis im Jahr 2014 wurde in Friguia auch eine Aluminium-Raffinerie betrieben, um die Tonerde Aluminiumoxid zu gewinnen.